# Todos queremos a alguien
Todos queremos a alguien és una pel·lícula mexicana pertanyent al gènere de comèdia romàntica, escrita i dirigida per Catalina Aguilar Mastretta, protagonitzada per Karla Souza i José María Yazpik.

## Argument
Una metgessa única i reeixida brinda oficialment un servei d'obstetrícia i ginecologia, però també brinda consells a les parelles sobre la felicitat. El gir és que ella no ha tingut èxit en la seva pròpia vida romàntica. Ella viatja entre el seu treball als Estats Units i la ubicació de la seva família immediata en Mèxic. Ella li demana al seu company de treball que es faci passar pel seu nuvi en unes noces familiars a Mèxic. Quan el seu ex-xicot apareix, la comèdia de caos té lloc.

## Repartiment
- Karla Souza com Clara.
- José María Yazpik com Daniel.
- Ben O'Toole com Asher.
- Alejandro Camacho com Francisco.
- Patricia Bernal com Eva.
- Tiaré Scanda com Abby.
- Ximena Romo com Lily Álvarez.

## Recepció
La pel·lícula va rebre crítiques positives i té una qualificació del 93% d'aprovat en Rotten Tomatoes amb un certificat de frescor. A la 47a entrega de les Diosas de Plata fou nominada a la millor actriu i a les millors coactuacions masculina i femenina.